# Nazionale femminile di roller derby del Messico
La nazionale di roller derby del Messico è la selezione maggiore femminile di roller derby, il cui nickname è Team México, che rappresenta il Messico nelle varie competizioni ufficiali o amichevoli riservate a squadre nazionali. Ha debuttato in una competizione ufficiale nel campionato mondiale di roller derby 2014 di Dallas, classificandosi ventunesima.

## Risultati
Legenda: Grassetto: Risultato migliore, Corsivo: Mancate partecipazioni

## Dettaglio stagioni

### Tornei

#### Mondiali
| Stagione | regular season | regular season | regular season | regular season | regular season | regular season | playoff | playoff | playoff | playoff | playoff | playoff     | playoff    |
|          | Vin            | Par            | Per            | Tot            | PF             | PS             | Vin     | Per     | Tot     | PF      | PS      | risultato   | avversaria |
| -------- | -------------- | -------------- | -------------- | -------------- | -------------- | -------------- | ------- | ------- | ------- | ------- | ------- | ----------- | ---------- |
| 2014     | 0              | 0              | 3              | 3              | 158            | 682            | 1       | 0       | 1       | 278     | 114     | Ventunesima | Giappone   |
|          |                |                |                |                |                |                |         |         |         |         |         |             |            |
| Totale   | 0              | 0              | 3              | 3              | 158            | 682            | 1       | 0       | 1       | 278     | 114     |             |            |

### Riepilogo bout disputati
| Anno | Luogo  | Evento   | Fase del torneo      | Incontro            | Risultato |
| 2014 | Dallas | Mondiale | Fase a gironi        | Scozia - Messico    | 207 - 45  |
| 2014 | Dallas | Mondiale | Fase a gironi        | Colombia - Messico  | 163 - 75  |
| 2014 | Dallas | Mondiale | Fase a gironi        | Finlandia - Messico | 312 - 38  |
| 2014 | Dallas | Mondiale | Fase di consolazione | Giappone - Messico  | 114 - 278 |

## Confronti con le altre Nazionali
Questi sono i saldi del Messico nei confronti delle Nazionali incontrate.

### Saldo positivo
| Nazionale | Giocate | Vinte | Pareggiate | Perse | PF  | PS  | Ultima vittoria | Ultimo pari | Ultima sconfitta |
| --------- | ------- | ----- | ---------- | ----- | --- | --- | --------------- | ----------- | ---------------- |
| Giappone  | 1       | 1     | 0          | 0     | 278 | 114 | 2014            | -           | -                |

### Saldo negativo
| Nazionale | Giocate | Vinte | Pareggiate | Perse | PF | PS  | Ultima vittoria | Ultimo pari | Ultima sconfitta |
| --------- | ------- | ----- | ---------- | ----- | -- | --- | --------------- | ----------- | ---------------- |
| Finlandia | 1       | 0     | 0          | 1     | 38 | 312 | -               | -           | 2014             |
| Scozia    | 1       | 0     | 0          | 1     | 45 | 207 | -               | -           | 2014             |
| Colombia  | 1       | 0     | 0          | 1     | 75 | 163 | -               | -           | 2014             |